# Sekundant

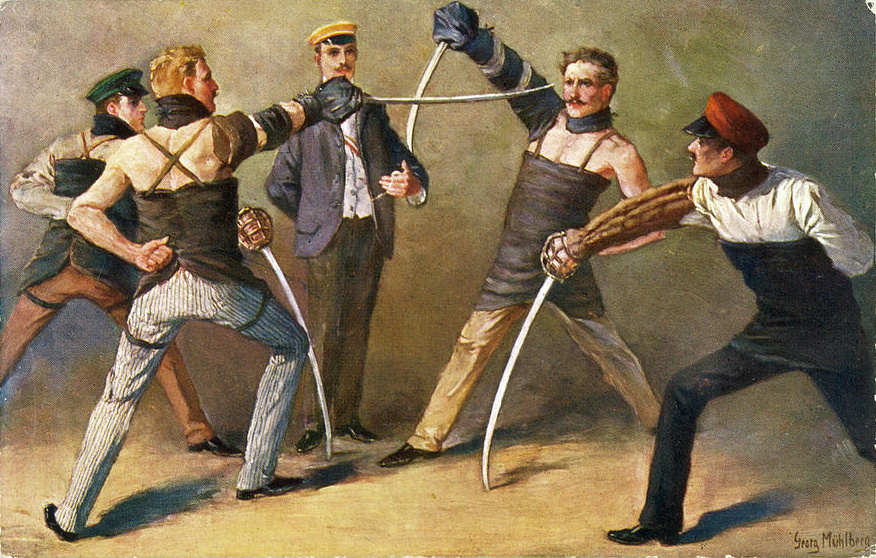
Pojedynek studentów na szable, obraz niemieckiego malarza Georg Mühlberg (1900). Obok uczestników pojedynku uzbrojeni sekundanci (w czapkach)

Sekundant (łac. secundans – wspierający) – pośrednik uczestnika pojedynku, świadek jednego z rywali negocjujący w jego imieniu warunki starcia.

## Sekundant w pojedynkach
Powstanie funkcji sekundanta wiąże się z ustanowieniem reguł pojedynków, co nastąpiło w XVII wieku. Od tej pory celem pojedynku było głównie danie satysfakcji, a nie zranienie lub zabicie przeciwnika. Zadaniem sekundanta była troska, aby uczestnicy pojedynku przestrzegali reguł i nie ponieśli fizycznego uszczerbku.
Podczas pojedynku na broń białą sekundanci stali przy osobie, którą reprezentowali, po przeciwnej stronie niż ręka, w której była trzymana broń, gdyż ta strona jest najmniej chroniona. Trzymali w ręce broń identyczną jak używana w pojedynku, ale z tępą klingą. Mogli przerwać niezgodną z regułami akcję podbijając klingę do góry lub na bok. Krzyczeli wówczas: Stop! – to zdarzenie nazywano wtargnięciem. W tej sytuacji drugi z sekundantów postępował identycznie, aby nie doprowadzić do przewagi jednej ze stron. Pojedynek był przerywany. W sprawie naruszenia reguł zwracano się do rozjemcy, który podejmował decyzję.
Instytucja sekundanta istnieje także podczas studenckich pojedynków (menzura).
W czasie pojedynku na pistolety sekundanci stali po obu stronach rozjemcy, trzymając pistolety w dłoniach. Według obowiązujących zasad mogli strzelać do osoby łamiącej zasady pojedynku. Jednak tego typu zachowania nie potwierdza literatura.

## Sekundant w sporcie
Sekundantem jest także opiekun walczącego w ringu boksera, doradzający mu w przerwach między rundami i mający prawo do poddania go w każdej chwili (rzucenie ręcznika na ring). Często tę rolę pełni trener zawodnika.
Osobę sekundanta spotyka się również w rozgrywkach szachowych. Jego zadaniem jest pomoc zawodnikowi w czasie trwania turnieju lub meczu, co obejmuje przede wszystkim odpowiednie przygotowanie debiutowe pod określonego przeciwnika. Przepisy dotyczące sekundantów po raz pierwszy zdefiniowane zostały w 1922, natomiast w 1935 rozegrano pierwszy mecz o mistrzostwo świata z udziałem oficjalnych sekundantów (Maxa Euwego wspierał Géza Maróczy, a Aleksandra Alechina wspierał Salo Landau). Swojego sekundanta może również posiadać szachista niewidomy lub słabo widzący. Jest on dopuszczony do udziału w partii szachowej na specjalnych warunkach, które regulują przepisy Międzynarodowej Federacji Szachowej. Do jego praw należą między innymi wykonywanie posunięć na szachownicy, słowne zgłaszanie wykonania posunięcia, prowadzenie zapisu oraz udzielanie informacji na temat liczby wykonanych posunięć oraz zużytego do namysłu czasu.

## Literatura
- Martin Biastoch: Duell und Mensur im Kaiserreich (am Beispiel der Tübinger Corps Franconia, Rhenania, Suevia und Borussia zwischen 1871 und 1895). SH-Verlag, Vierow 1995. ISBN 3-89498-020-6.
- Leopold Maria Blasel: Die Regeln des Zweikampfes, Wien 1901.
- Franz von Bolgár: Die Regeln des Duells, 1. Auflage Budapest 1880, Neudruck 2005 ISBN 978-3-933892-93-5.
- Felix Busson: Ritterlicher Ehrenschutz, 1. Auflage Graz 1907, 2. Auflage Graz 1931, Neudruck der 1. Auflage Wien 1998.
- Egon Eis: Duell, Geschichte und Geschichten des Zweikampfs. K. Desch, München 1971.  ISBN 3-420-04609-X.
- Norbert Elias: Zivilisation und Informalisierung. Die satisfaktionsfähige Gesellschaft. in: Michael Schröter (Hrsg.), Norbert Elias: Studien über die Deutschen. Machtkämpfe und Habitusentwicklung im 19. und 20. Jahrhundert. Suhrkamp, Frankfurt a. M. 1989.    ISBN 3-518-57998-3.
- Michael Gierens: Ehre, Duell und Mensur, Darstellung und Begründung der christlich-ethischen Anschauungen über Ehre und Ehrenschutz, Duell und Mensur auf Grund einer Synthese historischer, biblischer, juristischer, kanonistischer und philosophischer Erkenntnisse. Herausgegeben von der Akademischen Bonifatius-Einigung, Verband zur Pflege des religiösen Lebens in der katholischen Studentenschaft, Paderborn 1928.
- W. Hammon: Studentisches Fechten. Oderthal Druckerei, Duisburg 1957, Hammon, Essen ca. 1965 (Ms.-Druck).
- Peter Hauser: Geschichte des Säbelfechtens, in Einst und Jetzt, Jahrbuch 2005 des Vereins für corpsstudentische Geschichtsforschung, Neustadt an der Aisch 2005.
- Herbert Lüthy: Il Codice Cavalleresco Italiano. Der "Italienische Kodex der Ritterlichkeit" des Jacopo Gelli von 1887 - Beziehungen zum deutschen Kulturraum, in Einst und Jetzt, Jahrbuch 2005 des Vereins für corpsstudentische Geschichtsforschung, Neustadt an der Aisch 2005.
- Hermann Rink: Vom studentischen Fechten bis zur Mensur in: Handbuch des Kösener Corpsstudenten. Verband Alter Corpsstudenten e.V. Band I. Würzburg 1985 (6. Aufl).
- Egbert Weiß: Die Pistolenduelle der Leipziger Lausitzer im 19. Jahrhundert, in Einst und Jetzt, Jahrbuch 2005 des Vereins für corpsstudentische Geschichtsforschung, Neustadt an der Aisch 2005.
- Władysław Litmanowicz, Jerzy Giżycki: Szachy od A do Z, tom II, Warszawa 1987, str. 1102-1103.